# Périmètre de protection
Un périmètre de protection est un espace délimité physiquement (clôture, rubalise, cercle de pierres, etc.) afin de sauvegarder et protéger l'accès à un espace qui présente un intérêt esthétique ou patrimonial, une dangerosité certaine (gouffre, bombe, etc.) ou l'endroit de résurgence d'une source.

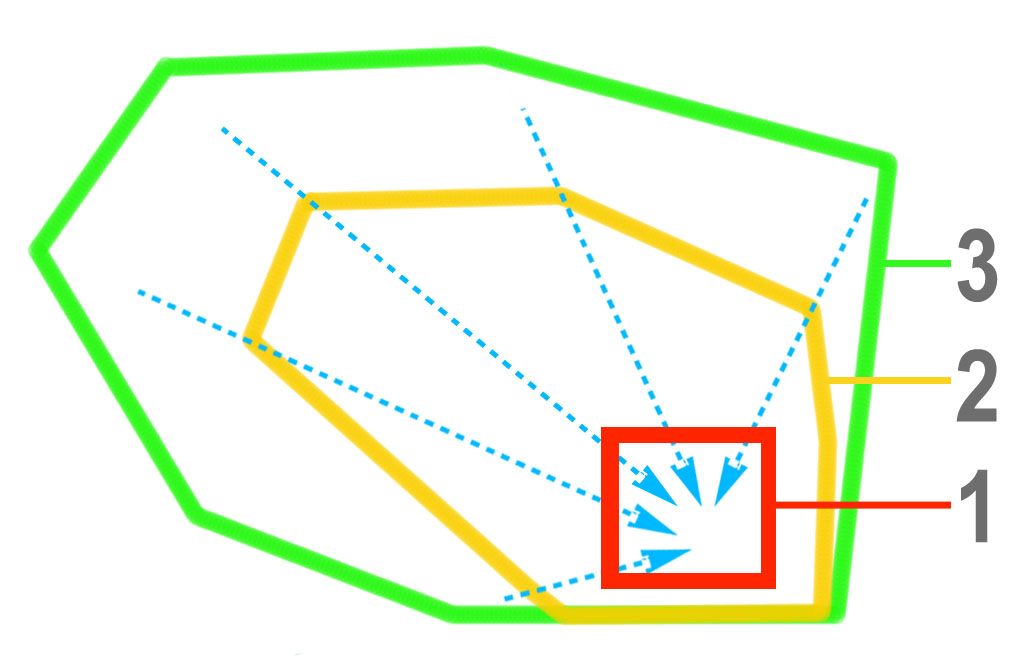
Périmètre de protection d'un captage en France
1) PPI = Périmètre de Protection Immédiate
2) PPR = Périmètre de Protection Rapprochée
3) PPE = Périmètre de Protection Éloignée (non obligatoire)

## Périmètres de protection d'un captage d'eau potable
Pour les captages d'eau il existe 3 niveaux de protection de la zone de captage :
1. Le périmètre de protection immédiat d'un rayon d'une dizaine de mètres[4]  ;
2. Le périmètre de protection rapprochée d'une dizaine d'hectares[4] ;
3. Le périmètre de protection éloignée[4].

## Périmètre de protection patrimonial en France
Le périmètre de protection des monuments historiques, classés ou inscrits, est régi par la loi du 25 février 1943. Cette loi instaure un périmètre de 500 mètres autour des bâtiments concernés, à l'intérieur duquel toute demande d'autorisation de travaux est subordonnée à l'avis de l'architecte des Bâtiments de France. Depuis 2000, dans certains cas, ce périmètre peut être adapté. 
La protection permet de protéger les abords des monuments. Dans ce cadre, est mis en place une veille sur la qualité des interventions sur le bâti, pour la partie extérieure, et sur les espaces publics (traitement des sols, mobilier urbain, éclairage), pouvant entrainer prohibition de toute construction nouvelle aux abords du monument.
La protection régit également la publicité aux abords des monuments historiques. Elle est interdite à moins de 100 mètres du monuments.